# Robert Soare

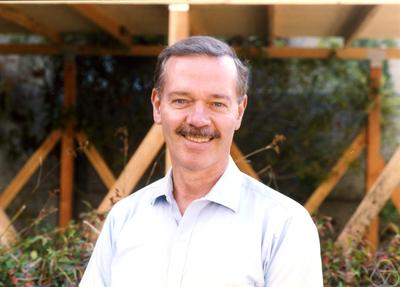
Robert Soare

Robert Irving Soare  (* 22. Dezember 1940 in Orange (New Jersey)) ist ein US-amerikanischer Mathematiker, Informatiker und mathematischer Logiker.
Jockusch studierte an der Princeton University mit dem Bachelor-Abschluss 1963 und wurde 1967 an der Cornell University bei Anil Nerode promoviert (Recursion theory on Dedekind cuts). 1967 wurde er Assistant Professor und 1975 Professor für Mathematik und Informatik an der University of Chicago. Von 1983 bis 1987 stand er der Abteilung Informatik vor. Er war dort Paul Snowden Russell Distinguished Service Professor.
Er befasst sich mit mathematischer Logik (Berechenbarkeitstheorie, Rekursionstheorie).
1972 bewies er mit Carl Jockusch das Low basis theorem in der mathematischen Logik und Berechenbarkeitstheorie. Dazu führten sie eine eigene Forcing-Methode (Jockusch-Soare Forcing) ein.
2012 wurde er Fellow der American Mathematical Society.

## Schriften
- Recursively enumerable sets and degrees. Perspectives in Mathematical Logic. Springer 1987,  ISBN 3-540-15299-7.
- Turing Computability – Theory and Applications, Springer 2016,  ISBN 978-3-642-31932-7.